# Gesellschaftsstruktur der St. Pöltner Bevölkerung
Der Artikel Gesellschaftsstruktur der St. Pöltner Bevölkerung hat verschiedene Gruppen von solchen Personen zum Thema, die sich dauerhaft auf dem Gebiet der Stadt St. Pölten befinden (Im Jahresdurchschnitt 2008 waren das 51.549 Personen). Beispiele für solche Personengruppen wären: die Inhaftierten, die Landwirte, die Katholiken usw. Die Gruppen überschneiden sich oft, ein Landwirt kann gleichzeitig Katholik sein.
Dabei wird die gesamte Bevölkerung in Gruppen aufgeteilt, und zwar nach verschiedenen Kriterien. Beispielsweise nach der Art der Arbeit, die eine Gruppe von Personen verrichtet oder nach der Zugehörigkeit zu einer Religionsgemeinschaft usw.
Im September 2018 berichtete das Magistrat, die 60.000-Einwohnergrenze überschritten zu haben, davon 55.159 Personen mit Hauptwohnsitz und 4.841 mit Zweitwohnsitz. Im Juli 2025 informierte die Stadt, erstmals die 60.000er-Grenze bei den Hauptwohnsitzern erreicht zu haben. Zusammen mit den Nebenwohnsitzern wurden im Juli 2025 fast 67.000 Einwohner verzeichnet.

## Personengruppen

### Nach demographischen Merkmalen

#### Nach Geschlecht
Im Jahr 2008 waren von den 51.549 St. Pöltnern
- 24.879 Männer (48,26 %) und
- 26.670 Frauen (51,74 %).[5]

#### Nach Staatsbürgerschaft
Im Jahr 2008 lebten in St. Pölten 45747 österreichische (88,75 %) und 5802 nicht-österreichische (11,26 %) Staatsbürger.
Von den ausländischen Staatsbürgern kamen:
- 350 aus Deutschland (0,68 %),
- 1359 aus Serbien und Montenegro, Bosnien und Herzegowina, Kroatien, dem Kosovo oder Mazedonien (zusammen 2,64 %),
- 1369 aus der Türkei (2,66 %).[6]

#### Nach Religion
Die wichtigsten, staatlich anerkannten Religionsbekenntnisse der St. Pöltner Bevölkerung im Jahr 2001 waren:
- die christlichen, die zusammengenommen eine Gruppe von 36.017 Personen ergeben (das sind 73,32 % der Gesamtbevölkerung):
  - Römisch-katholisch: 33.330 (67,85 %),
  - Evangelisch (lutherisch und reformiert): 1719 (3,50 %),
  - Orthodox: 540 (1,10 %) und
  - andere christlich orientierte Gemeinschaften: 428 (0,87 %).
- Nicht-christliche Bekenntnisse waren (zusammengenommen  gab es 3802 Nicht-Christen, 7,74 % der Gesamtbevölkerung):
  - Islamisch: 3681 (7,49 %),
  - Israelitisch: 18 (0,04 %), sowie
  - andere nicht-christliche Gemeinschaften: 103 (0,21 %).
- Ohne Religionsbekenntnis waren 8323 (16,94 %),
- für 965 (1,96 %) Personen liegen keine Angaben vor.[7]

### Nach Ausbildung
Teilt man die St. Pöltner Bevölkerung (2001: 49.121 Personen) nach dem höchsten erreichten Ausbildungsstatus ein, kann man zuerst diejenigen zusammennehmen, die noch nicht 15 Jahre alt sind und also noch keine Ausbildung fertig abgeschlossen haben können. Im Jahr 2001 waren das 7.254 Personen (14,77 %). Die verbleibenden 41.867 Personen mit mindestens 15 Jahren (85,23 %) hatten als ihre höchste abgeschlossene Ausbildung:
- die Pflichtschule, 14.905 (30,34 % der gesamten St. Pöltner Bevölkerung),
- eine Lehre, 14.440 (29,40 %),
- eine Berufsbildende mittlere Schule, 4.903 (9,98 %),
- eine Allgemein bildende höhere Schule, 2.067 (4,21 %),
- eine Berufsbildende höhere Schule, 2.483 (5,06 %),
- ein Kolleg oder einen Abiturientenlehrgang, 203 (0,41 %),
- eine Berufs- und lehrerbildende Akademie, 712 (1,45 %) oder
- eine Universität, Fachhochschule oder Hochschule, 2.154 (4,39 %) absolviert.[8]

### Nach ihrer Arbeit

#### Nach dem Erwerbsstatus und der Stellung im Beruf
Im Jahr 2008 teilten sich die St. Pöltner nach ihrem Erwerbsstatus und ihrer Stellung im Beruf folgendermaßen auf (Klassifikation nach dem Labour-Force-Konzept):
- 24.981 Erwerbspersonen (48,46 %)
  - 23.327 Erwerbstätige (45,25 %)
    - 21.049 Arbeitnehmer (40,83 %)
    - 1689 Selbständige und mithelfende Familienangehörige (3,28 %)
    - 589 Personen waren temporär von der Arbeit abwesend (zum Beispiel wegen Karenzierung) (1,14 %)

  - 1654 Arbeitslose (3,21 %)
- 26.568 Nicht-Erwerbspersonen (51,54 %)
  - 7567 Personen unter 15 Jahre (14,68 %)
  - 12.195 Personen, die Pensionen beziehen (23,66 %)
  - 1863 Schüler und Studierende über 15 Jahre (3,61 %)
  - 4943 ausschließlich im Haushalt Tätige und Andere (9,59 %)[9]

#### Nach Erwerbstätigkeit
Im Jahr 2008 teilten sich die St. Pöltner Erwerbstätigen auf folgende Wirtschaftszweige auf (Klassifikation auf Unternehmensebene und nach ÖNACE):
- Land- und Forstwirtschaft
  - 310 in Land- und Forstwirtschaft (0,60 %)
- Produktion
  - 16 im Bergbau (0,03 %)
  - 3188 in der Herstellung von Waren (6,18 %)
  - 34 in der Energieversorgung (0,07 %)
  - 95 in der Wasserversorgung und Abfallentsorgung (0,18 %)
  - 1197 beim Bau (2,32 %)
- Dienstleistungen
  - 3264 im Handel (6,33 %)
  - 762 im Verkehr (1,48 %)
  - 833 in Beherbergung und Gastronomie (1,62 %)
  - 367 in Information und Kommunikation (0,71 %)
  - 704 im Bereich Finanz- und Versicherungsleistungen (1,37 %)
  - 241 im Grundstücks- und Wohnungswesen (0,47 %)
  - 882 im Bereich Freiberufliche/technische Dienstleistungen (1,71 %)
  - 1226 im Bereich Sonstige wirtschaftlichen Dienstleistungen (2,38 %)
  - 1396 in der Öffentlichen Verwaltung (2,71 %)
  - 566 in Erziehung und Unterricht (1,10 %)
  - 915 im Gesundheits- und Sozialwesen (1,78 %)
  - 201 in Kunst, Unterhaltung und Erholung (0,39 %)
  - 500 im Bereich Sonstige Dienstleistungen (0,97 %)
  - 0 im Bereich Private Haushalte (0 %)
  - 1 bei einer Exterritorialen Organisation (0,002 %)
- Sonstige
  - 6040 fallen unter Unbekannte Wirtschaftstätigkeiten oder fehlende Zuordnung zu einer Arbeitsstätte (11,72 %)
  - 589 waren temporär von der Arbeit abwesend (1,14 %)[11]

### Nach Wohnsituation
Im Jahr 2001 hatten 49.121 Personen ihren Wohnsitz in St. Pölten. Davon wohnten:
- 715 Personen in Anstalten (1,46 %),
- 48.406 Personen in Privathaushalten (98,54 %),
  - 8.150 Personen alleine (16,59 % der Gesamtbevölkerung),
  - 14.262 Personen zu zweit (29,03 %),
  - 10.638 Personen zu dritt (21,66 %),
  - 10.016 Personen zu viert (20,39 %) und
  - 5.340 Personen in Haushalten mit 5 oder mehr Personen (10,87 %).[12]

### Nach Inhaftierung
Am 1. Juli 2009 waren in der Justizanstalt St. Pölten 287 Personen (0,56 % der Gesamtbevölkerung) inhaftiert. Davon waren 168 österreichische Staatsbürger, 119 nicht-österreichische Staatsbürger. Deren größte Gruppe waren die der rumänischen Staatsbürger mit 15 Personen.